# Szybki test ureazowy

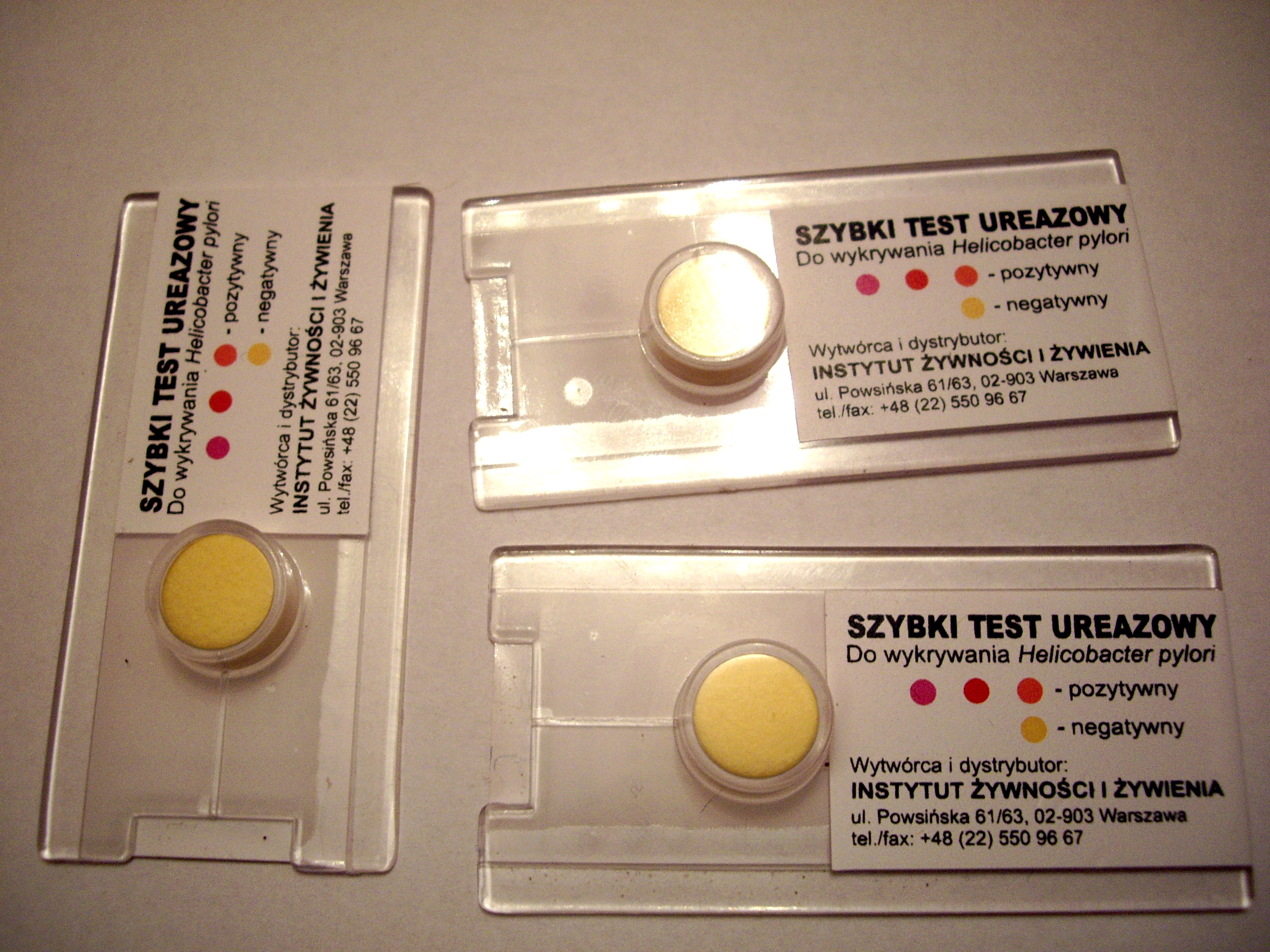
Przykładowy test ureazowy

Szybki test ureazowy — szybki test stosowany do wykrywania Helicobacter pylori. Polega na włożeniu kawałka błony śluzowej żołądka, pobranej podczas gastroskopii do bibuły nasączonej roztworem mocznika. Jeśli bakterie są obecne w materiale, nastąpi rozkład mocznika do amoniaku, co powoduje podwyższenie pH i zmianę zabarwienia bibuły. 
Test uważany jest za metodę o bardzo wysokiej specyficzności i czułości.  Można go odczytać po około kwadransie. Część autorów uważa ten sposób za bardziej czuły od badania histopatologicznego. Należy dodać, że istnieją badania, choć są one w zdecydowanej mniejszości, kwestionujące skuteczność testu ureazowego i preferujące inne metody diagnostyczne.